# Cinegelégykapó-félék

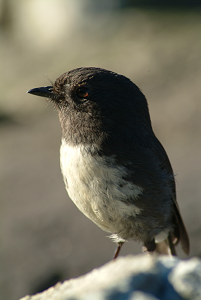
Petroica australis

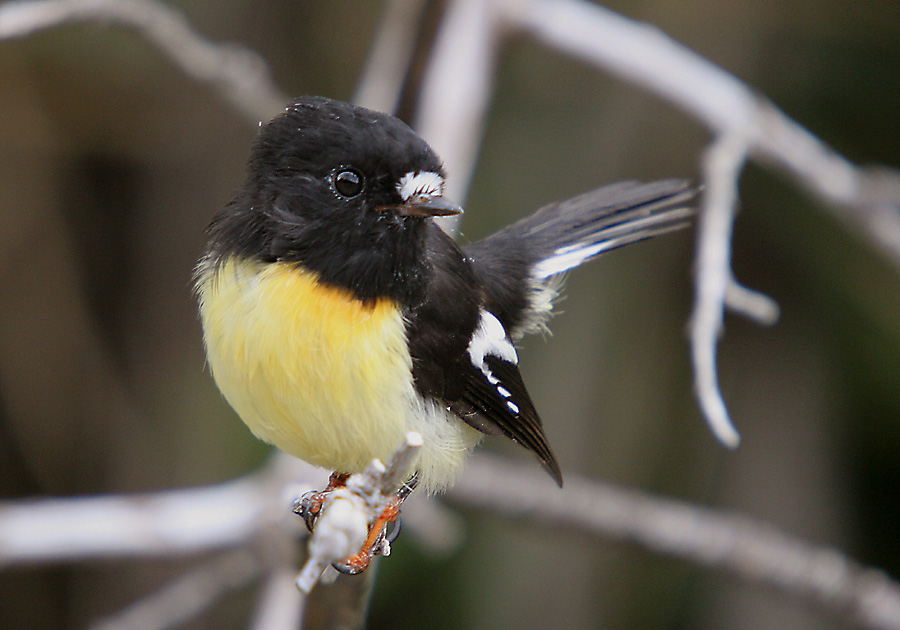
Tarka cinegelégykapó (Petroica macrocephala)

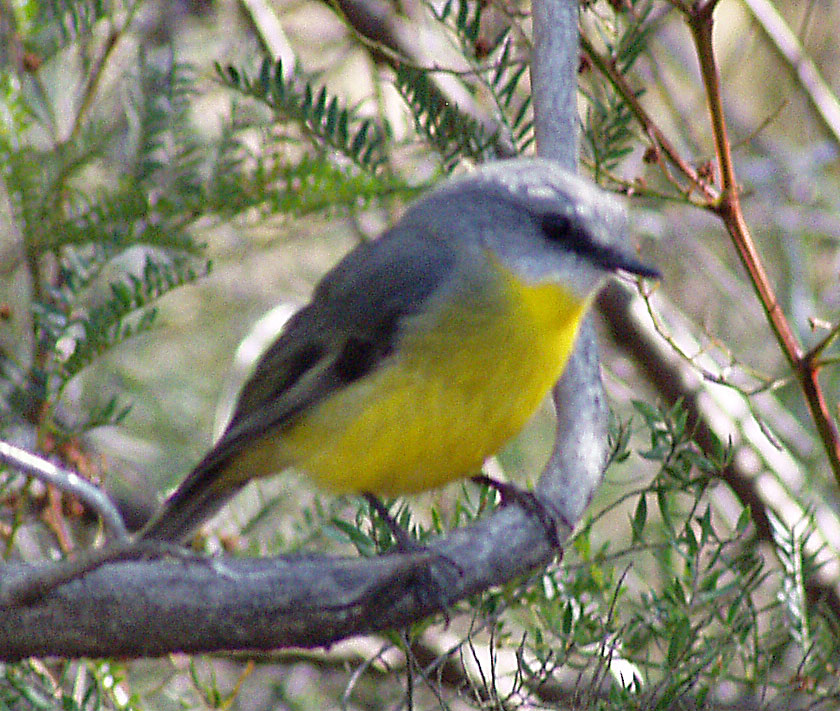
Sárgabegyű cinegelégykapó (Eopsaltria australis)

A cinegelégykapó-félék (Petroicidae) a madarak osztályának verébalakúak (Passeriformes) rendjébe tartozó család.

## Rendszerezésük
A családot Gregory Mathews ausztrál ornitológus írta le 1920-ban, az alábbi alcsaládok és nemek tartoznak ide:

### Petroicinae
- Amalocichla – 2 faj
- Pachycephalopsis – 2 faj
- Eugerygone – 1 faj
- Petroica – 13 faj

### Eopsaltriinae
- Microeca – 7 faj
- Monachella vagy Microeca – 1 faj
- Drymodes – 3 faj
- Heteromyias – 2 faj
- Plesiodryas – 1 faj
- Poecilodryas – 7 faj
- Eopsaltria  – 4 faj
- Melanodryas – 2 faj
- Peneothello  - 5 faj

Nem minden szervezet által használt nemek:
- Tregellasia
- Peneoenanthe – 1 faj

## Előfordulásuk
Új-Guineán, Ausztráliában, Új-Zélandon és számos csendes-óceáni szigeten honosak. Természetes élőhelyeik, a trópusi esőerdők, mangrovemocsarak és a félszáraz cserjések.

## Megjelenésük
Testhosszuk 10,5-22 centiméter közötti.

## Életmódjuk
Elsősorban rovarevők, bár néhány faj magvakat is fogyaszt.

## Fordítás
- Ez a szócikk részben vagy egészben  a   Petroicidae című angol Wikipédia-szócikk ezen változatának fordításán alapul.  Az eredeti cikk szerkesztőit annak laptörténete sorolja fel. Ez a jelzés csupán a megfogalmazás eredetét és a szerzői jogokat jelzi, nem szolgál a cikkben szereplő információk forrásmegjelöléseként.